# Nokia 6820
Nokia 6820 este un telefon mobil creat de Nokia. Ecranul este de CSTN 1.6 inchi cu rezoluția de 128 x 128 pixeli.
Nokia 6820 are o tastatură QWERTY, Bluetooth, port Infraroșu, GPRS și EDGE.

## Design
Orientarea ecranului se modifică automat în peisaj atunci când tastatura este rotit peste tastatură. Cele patru butoane de control sunt în colț al ecranului comuta automat funcții și caracteristici sunt disponibile în ambele moduri.

## Multimedia
Camera este CIF cu rezoluția de 352 x 288 pixeli.

## Conectivitate
Nokia 6820 are un port Infraroșu, Bluetooth 1.1 și EDGE.
Clientul de e-mail suportă protocalele POP3, IMAP4, SMTP și capacitatea de trimire/primire e-mail din părți terțe.

## Caracteristici
- Ecran CSTN de 1.6 inchi cu suport până la 4.096 de culori
- Memorie internă 3.5 MB
- Cameră foto CIF cu rezoluția de 352 x 288 pixeli
- GPRS, EDGE
- Bluetooth 1.1
- Infraroșu
- Pop-Port